# Miroslav Maňas
Miroslav Maňas (10. července 1935 Praha – 20. července 2024) byl český statistik a do roku 2000 prorektor pro vědu a výzkum na VŠE.
Po vystudování Matematicko-fyzikální fakulty Univerzity Karlovy v Praze, obor pravděpodobnost a matematická statistika, byl zaměstnán na Vysoké škole ekonomické v Praze. V roce 1977 byl jmenován docentem a od roku 1986 působil ve funkci vedoucího katedry ekonometrie. V roce 1989 byl jmenován profesorem pro obor ekonometrie. Od roku 1994 byl ředitelem institutu Central and East European Studies Program.

## Dílo
Je autorem tří knižních publikací a spoluautorem dalších pěti knižních publikací z oboru ekonometrie a operačního výzkumu. Mimo to je autorem či spoluautorem více než 100 odborných článků a učebních textů v cizině i v ČR, mezi nimi:
- Teorie her a optimální rozhodování, 1974
- Optimalizační metody, 1979
- Teorie her a její aplikace, 1991
- Optimalizační modely pro ekonomické rozhodování, 1993
- Optimalizační metody pro podnik, finance a trh, 1995
- Matematická ekonomie, 1996
- Teorie her a konflikty zájmů, 2002